# Ілюшкіна Оксана Володимирівна
Окса́на Волод́имирівна Ілю́шкіна (до шлюбу Кочеткова, нар. 25 лютого 1974, Миколаїв) — українська легкоатлетка; спеціалізувалася в бігу на 400 і 800 метрів та естафеті 4×400 метрів.

## Життєпис
На Чемпіонаті України з легкої атлетики-2002 представляла Донецьку область; здобула бронзову нагороду в бігу на 800 метрів.
На Чемпіонаті України з легкої атлетики-2004 представляла Миколаївську область; здобула бронзову нагороду в бігу на 400 метрів.
В естафеті 4 х 400 метрів в складі команди зайняла четверте місце на Чемпіонаті Європи з легкої атлетики в приміщенні-2005. Була п'ятою на Чемпіонаті світу 2005 року. На Чемпіонаті Європи 2006 року була шостою.
На Чемпіонаті України з легкої атлетики-2006 здобула бронзову нагороду в бігу на 400 метрів.
Змагалася на Олімпійських іграх 2004 року. Брала участь в Чемпіонаті Європи з легкої атлетики в приміщенні-2007.
Найкращий час — 51,60 секунди на 400 метрів (досягнутий у серпні 2004 року в Києві) та 2:01,67 хвилини на 800 метрів (досягнутий у червні 2002 року в Донецьку).